# Mahathir Mohamad
Mahathir Mohamad (Alor Setar, 10 luglio 1925) è un politico malese, primo ministro della Malaysia dal 16 luglio 1981 al 31 ottobre 2003 e di nuovo dal 10 maggio 2018 al 1º marzo 2020. Durante il governo di Mahathir, la Malaysia si è trasformata in una delle tigri economiche asiatiche degli anni ‘90, con grandi ambizioni.
Mahathir è stato una figura estremamente importante nella storia della Malaysia. Sul piano internazionale, Mahathir ha adottato una politica di non allineamento, richiamandosi ai "valori asiatici", in opposizione al crescente individualismo generato dalla società dei consumi. È stato incluso nell'elenco annuale delle 100 personalità più influenti di TIME nel 2019, dimostrando il suo ruolo di leader rispettato e influente a livello internazionale. È stato rispettosamente definito come il Padre della Modernizzazione (Bapa Pemodenan).

## Biografia

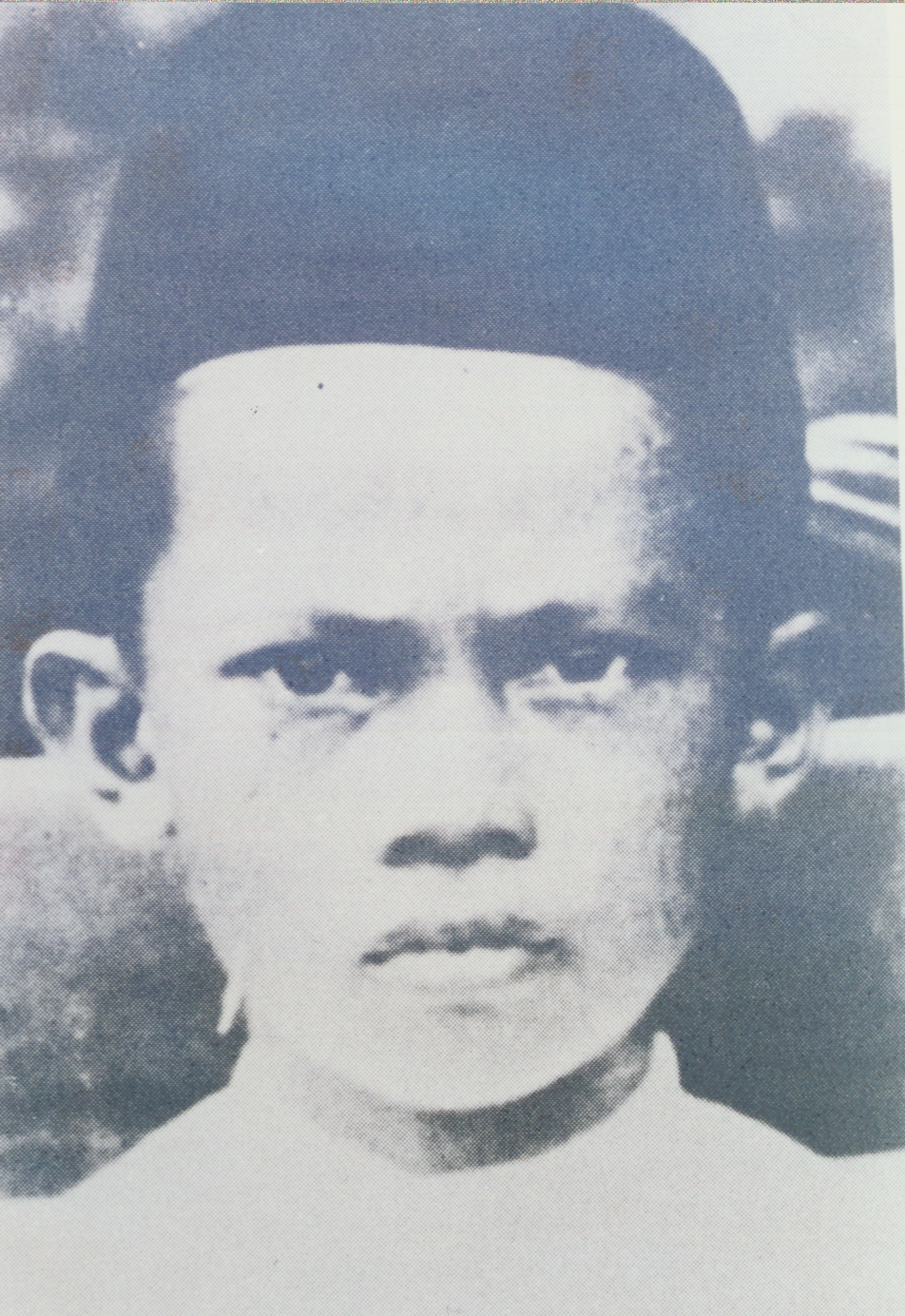
Mahathir da bambino

### Origini e formazione
Mahathir è nato il 10 luglio 1925 (ufficialmente registrato come 20 dicembre 1925) ad Alor Setar, Kedah. Suo padre, Mohamad Iskandar, era un insegnante musulmano indiano nella Malesia settentrionale. Ha iniziato i suoi studi presso il King Edward VII College of Medicine di Singapore nel 1947.

## Carriera politica

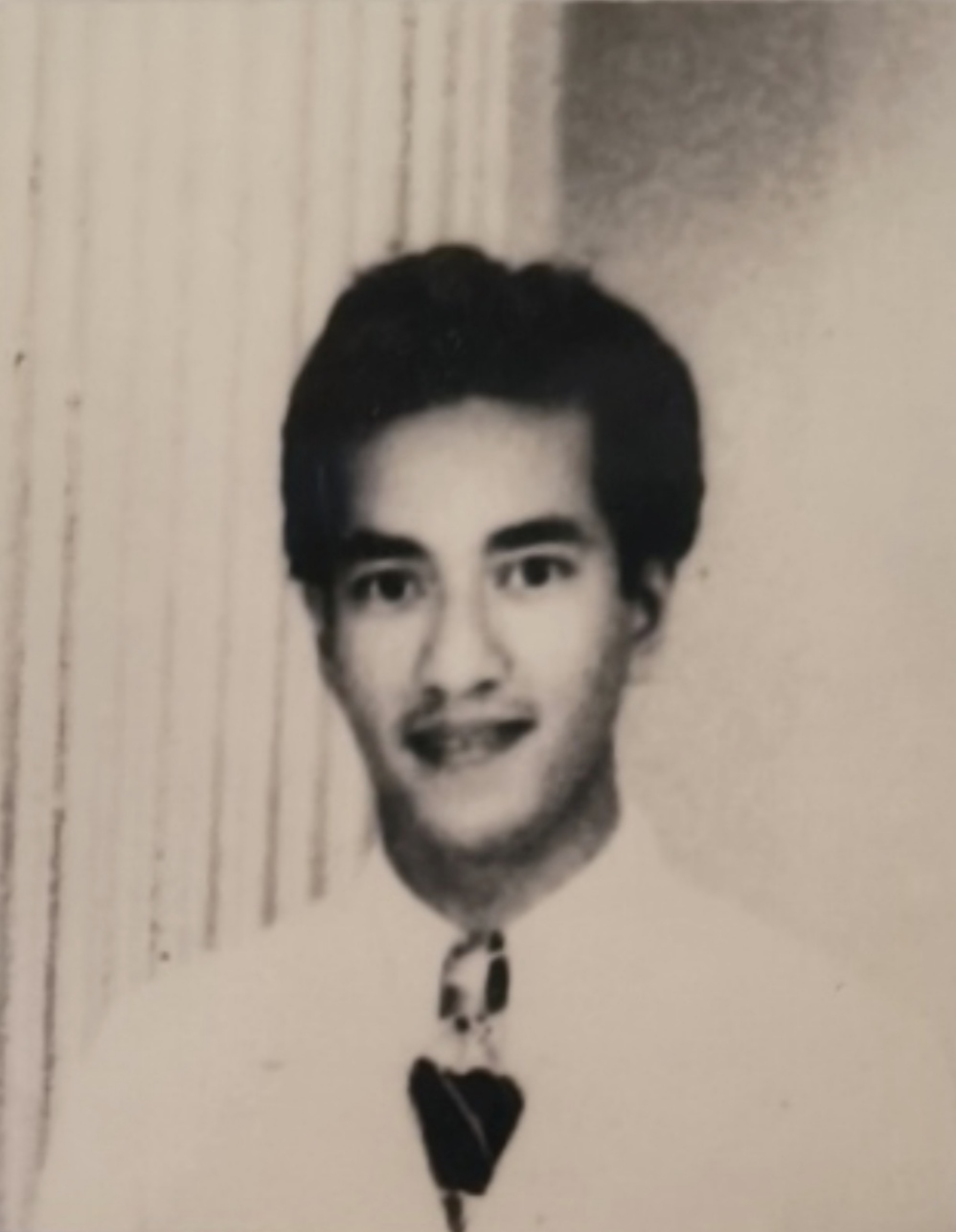
Mahathir all'inizio del suo coinvolgimento nell'UMNO

Nel 1946 entra a far parte dell'Organizzazione nazionale malese unita (UMNO). Nel 1964 viene eletto per la prima volta in Parlamento. Nel 1969 perde il seggio in Parlamento e viene espulso dall'UMNO. Dopo aver perso il suo primo seggio in parlamento, ha scritto un libro intitolato "Il dilemma malese". Nel 1972 rientra nell'UMNO. Nel 1973 viene nominato senatore del Parlamento malese. Nel 1974 viene eletto ministro dell'Istruzione e nel 1976 diventa vice primo ministro. Il 16 luglio 1981 diventa il quarto primo ministro della Malaysia.

### Primo ministro della Malaysia (1981-2003)

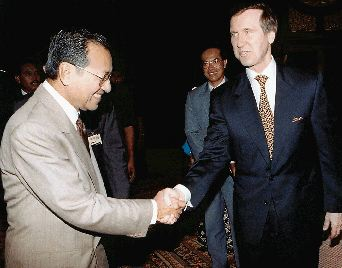
Mahathir con William Cohen

Primo ministro della Malaysia per 22 anni di fila dal 1981 al 2003, è stato il Primo ministro più longevo della storia della Malaysia. È stato anche presidente del partito UMNO. Durante il suo primo mandato come Primo Ministro, ha introdotto politiche economiche che hanno portato a una modernizzazione e industrializzazione accelerata del paese. Queste politiche hanno attirato investimenti stranieri e promosso la diversificazione economica. Inoltre, ha sostenuto lo sviluppo dell'industria automobilistica nazionale, promuovendo il marchio Proton. Mahathir è stato anche un fautore del concetto di "Vision 2020", che mirava a trasformare la Malaysia in una nazione industrializzata a reddito elevato entro l'anno 2020. Negli anni '80 e 2000, il paese è diventato una delle "tigri asiatiche" più rampanti dal punto di vista economico. Non solo l'autodromo di Sepang, che ospita importanti eventi sportivi, ma anche le Torri Petronas di Kuala Lumpur e il nuovo aeroporto della capitale sono diventati simboli di un paese che cerca di affermarsi come protagonista nel sud-est asiatico.
Mahathir ha portato il suo governo alla vittoria nelle elezioni generali del 1982, 1986, 1990, 1995 e 1999. Ha effettuato una visita ufficiale in Italia nel settembre 1984, e negli anni ‘90 introdusse la politica della Bangsa Malaysia, con la finalità di creare un’identità nazionale inclusiva per tutti gli abitanti del paese. È pure il leader asiatico che propose la "East Asian Community" come punto di riferimento dei paesi est-asiatici, autonomo dagli Stati Uniti, puntando sui cosiddetti "valori asiatici". Prima di dimettersi nel 2003, ha brevemente ricoperto il ruolo di segretario del Movimento dei paesi non allineati.
Nel 1997, all’indomani della crisi finanziaria asiatica, la Malesia è emersa come un caso di studio nell’attuazione dei controlli sui capitali. Il Mahathir ha imposto misure rigorose per arginare l'ondata di attacchi speculativi contro il Ringgit malese. Sebbene questi controlli siano stati criticati da alcuni in quanto ostacolavano l’efficienza del mercato, hanno anche contribuito alla ripresa relativamente rapida della Malesia rispetto ai suoi vicini.
Il 10 giugno 2002 è stato a Berna per una visita ufficiale di lavoro il Mahathir. Ai colloqui con il presidente della Confederazione Kaspar Villiger hanno assistito anche il capo del Dipartimento federale degli affari esteri, il Consigliere federale Joseph Deiss, e il capo del Dipartimento federale dell'economia, il Consigliere federale Pascal Couchepin. I principali temi in discussione sono stati la lotta contro il terrorismo internazionale, la situazione attuale in Medio Oriente, l'architettura del sistema finanziario internazionale, le conseguenze della mondializzazione e i rapporti bilaterali. L'ultima visita in Svizzera del Mahathir risale al 1999, quando partecipò al WEF di Davos. Il consigliere federale Couchepin si è recato in Malesia nel 1998.
Il 22 giugno 2002, Mahathir annuncia le sue dimissioni. Successivamente, il 31 ottobre 2003, si ritira e passa la leadership al suo vice, Abdullah Ahmad Badawi.

### Dopo le dimissioni da primo ministro
Nonostante il suo ritiro dalla carica di Primo Ministro, Mahathir ha continuato a svolgere un ruolo di rilievo nella politica e nella vita sociale della Malesia. Ha continuato a contribuire al dibattito pubblico e a partecipare attivamente agli affari nazionali e internazionali. Il suo pensiero politico e il suo influsso continuano a essere oggetto di ampio interesse e discussione sia in Malesia che a livello globale.
Il 19 maggio 2008, Mahathir si dimette dall'UMNO, il partito al potere in Malesia.
Il 30 marzo 2016, Mahathir si dimette da presidente del consiglio di amministrazione della casa automobilistica malese Proton Holdings, dopo aver ricoperto la carica per oltre due anni. La Proton, fondata da Mahathir nel 1983 come unica azienda automobilistica nazionale, è la principale casa automobilistica della Malesia.
Nonostante si fosse ritirato dalla vita pubblica, Mahathir è tornato nel dibattito politico come critico di Najib Razak (2009-2018), chiedendone spesso le dimissioni. Najib è stato coinvolto in uno scandalo di corruzione noto come 1MDB, accusato di aver utilizzato a fini personali i fondi di un fondo pubblico da lui creato. In risposta, ha rimosso il suo vice, chiuso due giornali e aumentato i propri poteri.
Il 8 gennaio 2018, Mahathir viene nominato candidato a primo ministro. Se vincesse, Mahathir diventerebbe il premier più anziano del mondo.

### Primo ministro della Malaysia (2018-2020)

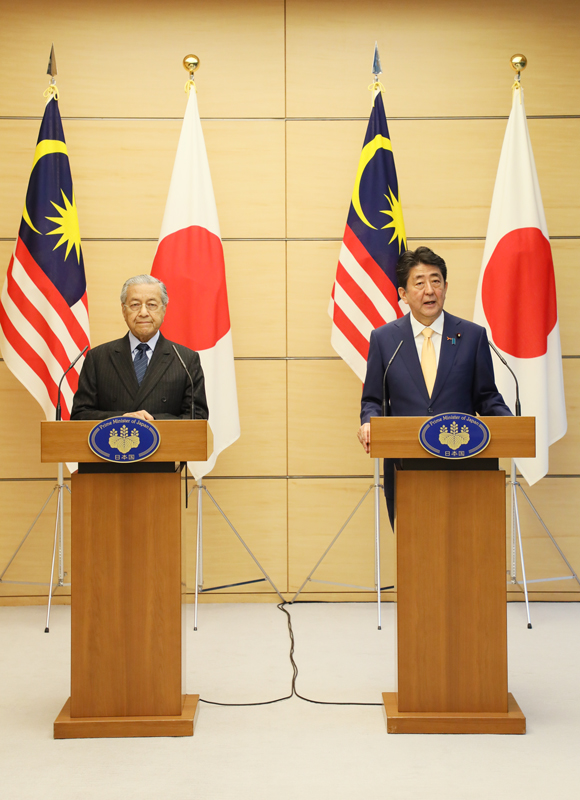
Mahathir con Shinzō Abe

Mentore del suo successore Najib, Mahathir scelto di rientrare in politica e di candidarsi alla guida del governo a 92 anni contro lo stesso partito da lui fondato. Il 9 maggio 2018, la coalizione di Mahathir conquista 121 seggi nel Parlamento del Paese, sufficienti per formare una maggioranza semplice e assumere il controllo della Camera. L'affluenza alle urne supera il 76% secondo la Commissione elettorale malese. Il 10 maggio, Mahathir giura come primo ministro davanti al sovrano costituzionale della Malaysia, il re Muhammad V. Nel suo discorso di insediamento, ha promesso luce sullo scandalo della 1Malaysia Development Berhad (1MDB), innalzamento dei salari minimi e mantenimento dei programmi di sviluppo del paese, in parte figli anche delle sue politiche. Il 2 luglio hanno prestato giuramento davanti al Capo di Stato 13 nuovi Ministri e 23 vice-Ministri, che vanno ad aggiungersi ai 13 esponenti del nuovo Governo nominati da Mahathir il 21 maggio scorso.
Uno dei punti principali dell'agenda di Mahathir durante il suo secondo mandato è stata la lotta contro la corruzione. Nonostante il breve periodo al potere, Mahathir ha avviato riforme economiche volte a migliorare la situazione finanziaria del paese. Ha lavorato per ridurre il debito pubblico, aumentare la trasparenza fiscale e attirare investimenti esteri. Ha anche abolito la Goods and Services Tax (GST), sostituendola con la Sales and Services Tax (SST), per alleggerire il carico fiscale sulla popolazione.
Il 16 luglio 2019, Mahathir è stato l'artefice di un emendamento approvato dal Parlamento della Malesia per abbassare l’età per acquisire il diritto di voto a 18 anni, rispetto ai 21 precedenti. Il 22 luglio, Mahathir ha lanciato ufficialmente il logo della campagna Visit Malaysia 2020 all’aeroporto internazionale di Kuala Lumpur, invitando simultaneamente tutti i malesi ad abbracciare la campagna come missione nazionale per garantirne il successo.
Il 24 febbraio 2020, l'ufficio di Mahathir annuncia le sue dimissioni da primo ministro della Malaysia. Rassegna la carica nelle mani del re che lo nomina ad interim, ma senza gabinetto, per gestire gli affari correnti. Mahathir ha anche dato le dimissioni da capo del partito che aveva fondato nel 2016, il Partito Indigeno Unito della Malesia (Bersatu), di orientamento Nazionalista . Gli è succeduto Muhyiddin Yassin il 1º marzo 2020.

### Dopo le dimissioni da primo ministro

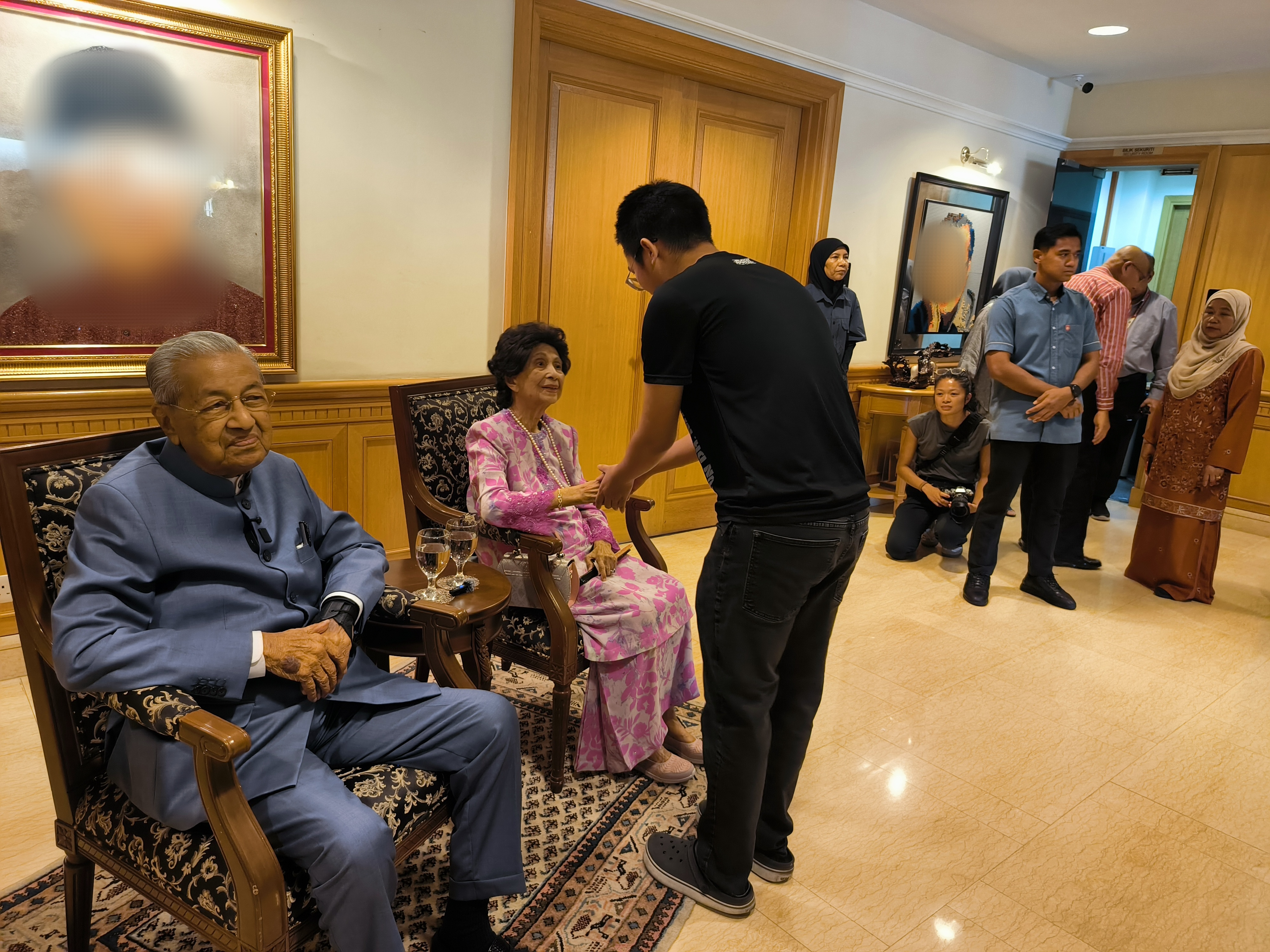
Il 10 luglio 2025, Mahathir e sua moglie Siti Hasmah strinsero la mano al pubblico in occasione del suo 100° compleanno.

Il 28 maggio 2020, Mahathir è stato espulso dal suo partito. In un'inaspettata svolta politica, l'Mahathir e altri quattro membri sono stati espulsi da Bersatu. Secondo alcuni osservatori, questa decisione è stata presa a seguito del fatto che Mahathir si è seduto tra i banchi dell'opposizione durante l'ultima seduta parlamentare del 18 maggio, invece di unirsi alla coalizione guidata dall'attuale Presidente di Bersatu e Primo Ministro malese Muhyiddin Yassin.
Il 8 luglio 2021, il 95enne Mahathir ha annunciato che il partito Pejuang, da lui fondato ad agosto 2020, è stato ufficialmente registrato dalle autorità del Paese.
Il 11 ottobre 2022, Mahathir annuncia che, alla veneranda età di 97 anni, difenderà il suo seggio parlamentare dell’isola di Langkawi alle elezioni generali in Malesia.
Il 19 novembre 2022, Mahathir subisce la sua prima sconfitta elettorale dal 1969, perdendo il seggio in Parlamento.

## Vita privata

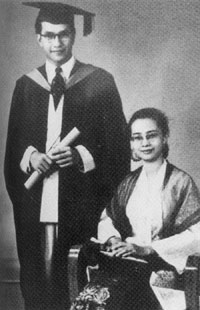
Mahathir con sua moglie Siti Hasmah (1953)

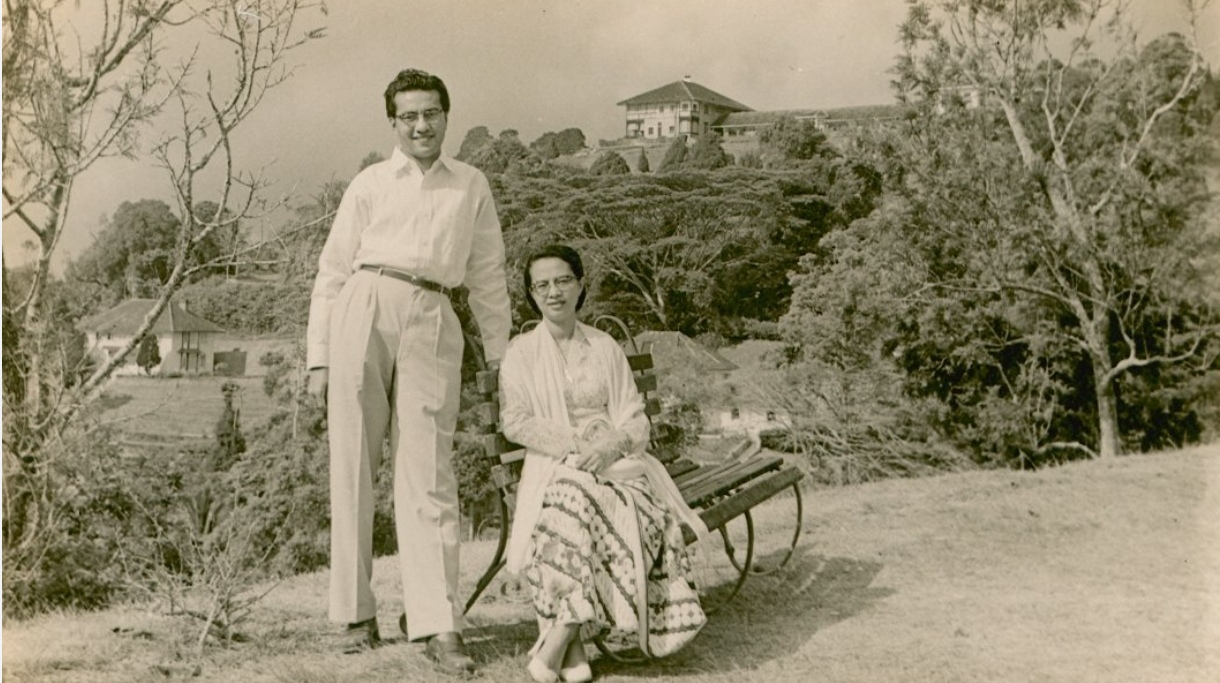
Mahathir con sua moglie Siti Hasmah (Anni 1950)

Mahathir si è sposato con Siti Hasmah Mohamad Ali nel 1956, e la coppia ha avuto sette figli: Marina, Mirzan, Melinda, Mokhzani, Mukhriz, Maizura e Mazhar. È un medico e uno dei suoi soprannomi è Dr. M.
Nel gennaio 1989, Mahathir viene operato di bypass al cuore. Nel settembre 2007, subisce un intervento di bypass cardiaco in seguito a due attacchi di cuore nel giro di 10 mesi.
Il 1º dicembre 2013, Mahathir si dimette da consigliere della compagnia petrolifera e del gas Petronas, a causa di problemi di salute.
Il 31 agosto 2022, Mahathir viene ricoverato in ospedale dopo essere risultato positivo al Covid-19.
Il 1º agosto 2023, viene nuovamente ricoverato all'Institut Jantung Negara (Istituto Nazionale del Cuore) per curare un'infezione.
Ha compiuto 100 anni il 10 lug 2025.

## Onorificenze

### Altre onorificenze
- Nel 2019, Mahathir è stato incluso nell'elenco annuale delle 100 personalità più influenti stilato da TIME.[99][100]